# Юнацький чемпіонат Європи з футболу (U-17) 2019
Чемпіонат Європи з футболу серед юнаків віком до 17 років 2019 року — вісімнадцятий розіграш турніру (після зміни назви), який пройшов у Ірландії з 3 по 19 травня 2019 року. Переможцем вдруге поспіль збірна Нідерландів, яка у фіналі з рахунком 4:2 перемогла збірну Італії.

## Кваліфікація
Докладніше:
- Юнацький чемпіонат Європи з футболу (U-17) 2019 (кваліфікаційний раунд)

## Груповий раунд

### Група A
| Поз | Команда  | І | В | Н | П | ГЗ | ГП | РГ | О | Кваліфікація |
| --- | -------- | - | - | - | - | -- | -- | -- | - | ------------ |
| 1   | Бельгія  | 3 | 1 | 2 | 0 | 5  | 2  | +3 | 5 | Плей-оф      |
| 2   | Чехія    | 3 | 1 | 2 | 0 | 4  | 2  | +2 | 5 | Плей-оф      |
| 3   | Ірландія | 3 | 0 | 3 | 0 | 3  | 3  | 0  | 3 |              |
| 4   | Греція   | 3 | 0 | 1 | 2 | 1  | 6  | −5 | 1 |              |

| 3 травня 2019 12:00 |

| Чехія               | 1:1      | Бельгія       |
| ------------------- | -------- | ------------- |
| - Де Вольф 53' (аг) | Протокол | - Батен 90+5' |

| Толка Парк, Дублін Глядачів: 714 Арбітр: Микола Балакін |

| 3 травня 2019 19:00 |

| Ірландія      | 1:1      | Греція            |
| ------------- | -------- | ----------------- |
| - Еверітт 58' | Протокол | - Арсенідіс 90+6' |

| Талла, Дублін Глядачів: 4 265 Арбітр: Йорген Бургардт |

| 6 травня 2019 17:00 |

| Бельгія                           | 3:0      | Греція |
| --------------------------------- | -------- | ------ |
| - Калуліка 21' - Батен 42', 90+1' | Протокол |        |

| Сіті Коллінг Стедіум, Лонгфорд Глядачів: 712 Арбітр: Фарруджа Канн Трустін |

| 6 травня 2019 19:00 |

| Ірландія          | 1:1      | Чехія      |
| ----------------- | -------- | ---------- |
| - Омобаміделе 88' | Протокол | - Сейк 63' |

| Регіональний спортивний центр Вотерфорд, Вотерфорд Глядачів: 2 613 Арбітр: Раде Обренович |

| 9 травня 2019 19:00 |

| Бельгія        | 1:1      | Ірландія       |
| -------------- | -------- | -------------- |
| - Калуліка 65' | Протокол | - Собовейл 74' |

| Талла, Дублін Глядачів: 4 885 Арбітр: Кшиштоф Якубік |

| 9 травня 2019 19:00 |

| Греція | 0:2      | Чехія                |
| ------ | -------- | -------------------- |
|        | Протокол | - Сейк 53' - Пех 65' |

| Карлайл Граундс, Брей Глядачів: 673 Арбітр: Манфредас Лук'янчукас |

### Група B
| Поз | Команда    | І | В | Н | П | ГЗ | ГП | РГ | О | Кваліфікація |
| --- | ---------- | - | - | - | - | -- | -- | -- | - | ------------ |
| 1   | Франція    | 3 | 2 | 1 | 0 | 7  | 3  | +4 | 7 | Плей-оф      |
| 2   | Нідерланди | 3 | 2 | 0 | 1 | 7  | 4  | +3 | 6 | Плей-оф      |
| 3   | Англія     | 3 | 1 | 1 | 1 | 6  | 7  | −1 | 4 |              |
| 4   | Швеція     | 3 | 0 | 0 | 3 | 3  | 9  | −6 | 0 |              |

| 3 травня 2019 17:00 |

| Нідерланди                | 2:0      | Швеція |
| ------------------------- | -------- | ------ |
| - Броббі 33' - Матсен 34' | Протокол |        |

| Регіональний спортивний центр Вотерфорд, Вотерфорд Глядачів: 381 Арбітр: Кшиштоф Якубік |

| 3 травня 2019 19:30 |

| Англія               | 1:1      | Франція     |
| -------------------- | -------- | ----------- |
| - Грінвуд 34' (пен.) | Протокол | - Аушіш 79' |

| Сіті Коллінг Стедіум, Лонгфорд Глядачів: 1 627 Арбітр: Раде Обренович |

| 6 травня 2019 15:00 |

| Нідерланди                                                        | 5:2      | Англія                                  |
| ----------------------------------------------------------------- | -------- | --------------------------------------- |
| - Броббі 10', 58' (пен.) - Банніс 35' - Гансен 45+1' - Унювар 61' | Протокол | - Гарвуд-Белліс 7' - Грінвуд 34' (пен.) |

| Толка Парк, Дублін Глядачів: 2 411 Арбітр: Манфредас Лук'янчукас |

| 6 травня 2019 17:00 |

| Франція                              | 4:2      | Швеція            |
| ------------------------------------ | -------- | ----------------- |
| - Аушіш 22', 39', 45+2' - Руттер 80' | Протокол | - Еланга 17', 29' |

| Талла, Дублін Глядачів: 1 027 Арбітр: Дональд Робертсон |

| 9 травня 2019 16:30 |

| Франція                | 2:0      | Нідерланди |
| ---------------------- | -------- | ---------- |
| - Аушіш 1' - Мбуку 11' | Протокол |            |

| УКД Боул, Дублін Глядачів: 617 Арбітр: Микола Балакін |

| 9 травня 2019 16:30 |

| Швеція      | 1:3      | Англія                                    |
| ----------- | -------- | ----------------------------------------- |
| - Пріца 28' | Протокол | - Грінвуд 15' - Дженкс 76' - Гелхардт 82' |

| Вайтголл Стедіум, Дублін Глядачів: 522 Арбітр: Еспен Ескос |

### Група C
| Поз | Команда    | І | В | Н | П | ГЗ | ГП | РГ | О | Кваліфікація |
| --- | ---------- | - | - | - | - | -- | -- | -- | - | ------------ |
| 1   | Угорщина   | 3 | 3 | 0 | 0 | 6  | 3  | +3 | 9 | Плей-оф      |
| 2   | Португалія | 3 | 2 | 0 | 1 | 6  | 4  | +2 | 6 | Плей-оф      |
| 3   | Ісландія   | 3 | 1 | 0 | 2 | 6  | 8  | −2 | 3 |              |
| 4   | Росія      | 3 | 0 | 0 | 3 | 5  | 8  | −3 | 0 |              |

| 4 травня 2019 14:00 |

| Ісландія                                                 | 3:2      | Росія              |
| -------------------------------------------------------- | -------- | ------------------ |
| - Савінов 18' (аг) - Гісласон 28' - Гудйонсен 32' (пен.) | Протокол | - Голятов 64', 79' |

| Вайтголл Стедіум, Дублін Глядачів: 665 Арбітр: Еспен Ескос |

| 4 травня 2019 19:00 |

| Угорщина          | 1:0      | Португалія |
| ----------------- | -------- | ---------- |
| - Косновський 80' | Протокол |            |

| УКД Боул, Дублін Глядачів: 702 Арбітр: Фарруджа Канн Трустін |

| 7 травня 2019 12:00 |

| Ісландія         | 1:2      | Угорщина                         |
| ---------------- | -------- | -------------------------------- |
| - Еллертссон 48' | Протокол | - Мольнар 31' - Немет 90' (пен.) |

| Вайтголл Стедіум, Дублін Глядачів: 878 Арбітр: Микола Балакін |

| 7 травня 2019 15:00 |

| Португалія                | 2:1      | Росія                |
| ------------------------- | -------- | -------------------- |
| - Баталья 16' - Соуза 50' | Протокол | - Щетинін 68' (пен.) |

| УКД Боул, Дублін Глядачів: 445 Арбітр: Кшиштоф Якубік |

| 10 травня 2019 17:00 |

| Португалія                                          | 4:2      | Ісландія                            |
| --------------------------------------------------- | -------- | ----------------------------------- |
| - Таваріш 32' - Сілва 46' - Бернарду 76' - Крус 84' | Протокол | - Йоуганнессон 37' - Еллертссон 71' |

| Сіті Коллінг Стедіум, Лонгфорд Глядачів: 780 Арбітр: Дональд Робертсон |

| 10 травня 2019 17:00 |

| Росія                          | 2:3      | Угорщина                              |
| ------------------------------ | -------- | ------------------------------------- |
| - Шаповалов 20' - Муталієв 87' | Протокол | - Немет 33', 90+4' - Майор 71' (пен.) |

| Регіональний спортивний центр Вотерфорд, Вотерфорд Глядачів: 543 Арбітр: Йорген Бургардт |

### Група D
| Поз | Команда   | І | В | Н | П | ГЗ | ГП | РГ | О | Кваліфікація |
| --- | --------- | - | - | - | - | -- | -- | -- | - | ------------ |
| 1   | Італія    | 3 | 3 | 0 | 0 | 9  | 3  | +6 | 9 | Плей-оф      |
| 2   | Іспанія   | 3 | 2 | 0 | 1 | 5  | 4  | +1 | 6 | Плей-оф      |
| 3   | Німеччина | 3 | 1 | 0 | 2 | 4  | 5  | −1 | 3 |              |
| 4   | Австрія   | 3 | 0 | 0 | 3 | 2  | 8  | −6 | 0 |              |

| 4 травня 2019 16:00 |

| Іспанія                                | 3:0      | Австрія |
| -------------------------------------- | -------- | ------- |
| - Ескобар 33' - Наварро 36' - Піно 41' | Протокол |         |

| Карлайл Граундс, Брей Глядачів: 2 611 Арбітр: Манфредас Лук'янчукас |

| 4 травня 2019 18:30 |

| Німеччина  | 1:3      | Італія                                        |
| ---------- | -------- | --------------------------------------------- |
| - Беєр 15' | Протокол | - Бонфанті 27' - Еспозіто 81' - Джоване 90+4' |

| Талла, Дублін Глядачів: 1 203 Арбітр: Дональд Робертсон |

| 7 травня 2019 19:00 |

| Іспанія             | 1:0      | Німеччина |
| ------------------- | -------- | --------- |
| - Морено 78' (пен.) | Протокол |           |

| Регіональний спортивний центр Вотерфорд, Вотерфорд Глядачів: 1 221 Арбітр: Еспен Ескос |

| 7 травня 2019 19:00 |

| Італія                             | 2:1      | Австрія     |
| ---------------------------------- | -------- | ----------- |
| - Еспозіто 34' (пен.) - Панада 79' | Протокол | - Просс 89' |

| Сіті Коллінг Стедіум, Лонгфорд Глядачів: 623 Арбітр: Йорген Бургардт |

| 10 травня 2019 19:00 |

| Італія                                                                | 4:1      | Іспанія       |
| --------------------------------------------------------------------- | -------- | ------------- |
| - Коломбо 22' (пен.) - Моретті 49' - Пірола 66' - Еспозіто 89' (пен.) | Протокол | - Соріано 45' |

| УКД Боул, Дублін Глядачів: 1 377 Арбітр: Раде Обренович |

| 10 травня 2019 19:00 |

| Австрія             | 1:3      | Німеччина                                                         |
| ------------------- | -------- | ----------------------------------------------------------------- |
| - Деніз Пехліван 7' | Протокол | - Марвін Обуз 48' - Лазар Самарджич 53' (пен.) - Карім Адеємі 67' |

| Карлайл Граундс, Брей Глядачів: 1 737 Арбітр: Фарруджа Канн Трустін |

## Плей-оф

### Чвертьфінали
Переможці пройшли до півфіналів та кваліфікувались на Юнацький чемпіонат світу з футболу 2019, а двоє невдах із кращими показниками пройшли до плей-оф за вихід на Юнацький чемпіонат світу з футболу 2019.
| 12 травня 2019 13:00 |

| Франція                                                    | 6:1      | Чехія          |
| ---------------------------------------------------------- | -------- | -------------- |
| - Мійо 30' - Аушіш 36', 45+2', 75', 88' (пен.) - Нсона 80' | Протокол | - Ріттер 90+5' |

| Талла, Дублін Глядачів: 670 Арбітр: Йорген Бургардт |

| 12 травня 2019 19:00 |

| Бельгія | 0:3      | Нідерланди                                 |
| ------- | -------- | ------------------------------------------ |
|         | Протокол | - Гансен 27' - Салах-Еддін 40' - Гувер 74' |

| Карлайл Граундс, Брей Глядачів: 2 631 Арбітр: Раде Обренович |

| 13 травня 2019 16:30 |

| Італія       | 1:0      | Португалія |
| ------------ | -------- | ---------- |
| - Тонг'я 26' | Протокол |            |

| Толка Парк, Дублін Глядачів: 734 Арбітр: Манфредас Лук'янчукас |

| 13 травня 2019 19:00 |

| Угорщина                                          | 1:1      | Іспанія                                    |
| ------------------------------------------------- | -------- | ------------------------------------------ |
| - Омінґер 50'                                     | Протокол | - Ескобар 11'                              |
|                                                   | Пенальті |                                            |
| - Комаромі - Майор - Омінґер - Постобаньї - Немет | 4:5      | - Валера - Наварро - Гомес - Ріко - Морено |

| УКД Боул, Дублін Глядачів: 1 320 Арбітр: Фарруджа Канн Трустін |

### Плей-оф за вихід наЮнацький чемпіонат світу з футболу 2019
Переможці кваліфікувались на Юнацький чемпіонат світу з футболу 2019.
| 16 травня 2019 12:00 |

| Угорщина                                        | 1:1      | Бельгія                                      |
| ----------------------------------------------- | -------- | -------------------------------------------- |
| - Комаромі 61'                                  | Протокол | - Калуліка 56'                               |
|                                                 | Пенальті |                                              |
| - Комаромі - Салай - Мольнар - Майор - Зуїґебер | 5:4      | - Сарделла - Нізет - Де Вольф - Батен - Доку |

| Толка Парк, Дублін Глядачів: 462 Арбітр: Кшиштоф Якубік |

### Півфінали
| 16 травня 2019 16:30 |

| Нідерланди    | 1:0      | Іспанія |
| ------------- | -------- | ------- |
| - Таабуні 89' | Протокол |         |

| УКД Боул, Дублін Глядачів: 1 175 Арбітр: Дональд Робертсон |

| 16 травня 2019 19:00 |

| Франція    | 1:2      | Італія                        |
| ---------- | -------- | ----------------------------- |
| - Мійо 41' | Протокол | - Еспозіто 45+1' - Удоджі 81' |

| Талла, Дублін Глядачів: 1 280 Арбітр: Микола Балакін |

### Фінал
| 19 травня 2019 16:30 |

| Нідерланди                                          | 4:2      | Італія             |
| --------------------------------------------------- | -------- | ------------------ |
| - Гансен 20' - Банніс 37' - Матсен 45' - Унювар 70' | Протокол | - Коломбо 56', 89' |

| Талла, Дублін Глядачів: 5 952 Арбітр: Еспен Ескос |